# ICON Aircraft
Pour les articles homonymes, voir Icon.
ICON Aircraft est une entreprise américaine de construction aéronautique fondée en 2006 et basée à Vacaville.
L'entreprise travaille actuellement sur la production de l'Icon A5, un light sport aircraft (LSA) amphibie.